# 2002–2003-as magyar női vízilabda-bajnokság
A 2002–2003-as magyar női vízilabda-bajnokság a huszadik magyar női vízilabda-bajnokság volt. A bajnokságban tíz csapat indult el (melyek közül egy külföldi volt), a csapatok egy kört játszottak, majd az 1-4. és az 5-10. helyezettek egymás közt még két kört. Az alapszakasz után az 1-4. helyezettek play-off rendszerben játszottak a bajnoki címért.
A Dunaújváros második csapatát is elindította.

## Alapszakasz
| #   | Csapat                           | M  | Gy | D | V  | G+  | G-  | P  |
| --- | -------------------------------- | -- | -- | - | -- | --- | --- | -- |
| 1.  | Dunaújvárosi Főiskola            | 14 | 14 | 0 | 0  | 250 | 55  | 28 |
| 2.  | BVSC-Felina                      | 14 | 11 | 0 | 3  | 176 | 87  | 22 |
| 3.  | Vasas SC-Hungaro Kábel           | 14 | 6  | 1 | 7  | 142 | 120 | 13 |
| 4.  | Carnex-Szentesi VK               | 14 | 6  | 1 | 7  | 131 | 119 | 13 |
|     |                                  |    |    |   |    |     |     |    |
| 5.  | Dunaújvárosi VSI-Green System    | 17 | 11 | 1 | 5  | 165 | 110 | 23 |
| 6.  | Solárker-Villanó Fókák Kecskemét | 17 | 11 | 1 | 5  | 195 | 116 | 23 |
| 7.  | ZF Hungária-Egri VK              | 17 | 6  | 2 | 9  | 104 | 192 | 14 |
| 8.  | VK Bečej                         | 17 | 5  | 1 | 11 | 93  | 136 | 11 |
| 9.  | POLO Sport Club                  | 17 | 3  | 1 | 13 | 85  | 217 | 7  |
| 10. | OSC-Hungaropharma                | 17 | 0  | 0 | 17 | 58  | 284 | 0  |

* M: Mérkőzés Gy: Győzelem D: Döntetlen V: Vereség G+: Dobott gól G-: Kapott gól P: Pont

## Rájátszás
Elődöntő: Dunaújvárosi Főiskola–Vasas SC-Hungaro Kábel 22–4, 14–2 és BVSC-Felina–Carnex-Szentesi VK 11–6, 10–9
Döntő: Dunaújvárosi Főiskola–BVSC-Felina 11–8, 11–3, 17–6
A bajnok Dunaújváros játékoskerete: Benkő Nóra, Benkő Tímea, Bódi Anett, Brávik Fruzsina, Erdős Zsuzsa, Kovács Annamária, Primász Ágnes, Sipos Edit, Sós Ildikó, Tiba Zsuzsa, Valkai Ágnes, Zantleitner Krisztina, edző: Mihók Attila